# Peter Ehlen
Peter Ehlen SJ (* 16. Mai 1934 in Berlin; † 16. Oktober 2022 in München) war ein deutscher Philosoph und Spezialist in der russischen Religionsphilosophie. Ehlen war Professor an der Hochschule für Philosophie in München und von 1988 bis 1994 ihr Rektor.

## Leben
Peter Ehlen trat 1952 in den Jesuitenorden ein und empfing nach seiner theologischen Ausbildung mit dem Philosophiestudium (lic.phil.; 1955–1958) und dem Theologiestudium (lic.theol.; 1960–1964) die Priesterweihe. Von 1965 bis 1971 studierte er an der Freien Universität Berlin Philosophie, osteuropäische Geschichte und russische Literatur. Im Jahre 1971 wurde er dort mit der Arbeit Die philosophische Ethik in der Sowjetunion: Analyse und Diskussion zum Dr. phil. promoviert.
Ehlen lehrte von 1971 bis zu seiner Emeritierung im Jahre 2002 an der Hochschule für Philosophie in München, seit 1975 als ordentlicher Professor für Geschichte der Philosophie. In den Jahren 1988 bis 1994 war er Rektor der Hochschule.
Von 1971 bis 1988 hatte er zudem die Leitung der Landesstelle Bayern der Ostakademie Königstein inne und wirkte von 1979 bis 1986 als Direktor der katholischen Ostakademie Königstein für die außerschulische politische Jugendbildung.
Ehlen starb am 16. Oktober 2022 im Alter von 88 Jahren im Rotkreuzklinikum München.

## Wirken
Ehlen forschte insbesondere zur russischen Religionsphilosophie und war Mitherausgeber der Werke Simon L. Franks in deutscher Sprache.
Ehlen hatte sich intensiv mit Lehre und Philosophie von Karl Marx und in diesem Kontext auch mit ethischen Positionen in der ehemaligen Sowjetunion befasst. Durch seine Veröffentlichungen führte er an der Hochschule für Philosophie Generationen von Studierenden zu einer kritischen Auseinandersetzung mit der Philosophie des Marxismus. Mit russischen Philosophen in Moskau und St. Petersburg stand Ehlen in wissenschaftlichem Austausch.

## Schriften (Auswahl)
- Die philosophische Ethik in der Sowjetunion: Analyse und Diskussion. Pustet, München, Salzburg 1972, ISBN 978-3-7916-0103-8.
- Marxismus als Weltanschauung. Die weltanschaulich-philosophischen Leitgedanken bei Karl Marx. Olzog, München/Wien 1982, ISBN 3-7892-9880-8.
- Grundfragen der Philosophie. Einübung in selbständiges Denken. Kohlhammer, Stuttgart 2000, ISBN 3-17-016616-6.
- Russische Religionsphilosophie im 20. Jahrhundert. Simon L. Frank. Alber, Freiburg/B. 2009, ISBN 978-3-495-48336-7.